# الرغيف (رواية)
رواية الرغيف رواية من تأليف توفيق يوسف عواد تعد من روائع الروايات التي تتحدث عن فترة الحرب العالمية الأولى وما خلفته من أثار على لبنان.

## تاريخ وأسباب الكتابة
تكاد تكون رواية «الرغيف» التي أصدرها الروائي اللبناني الرائد توفيق يوسف عواد عام 1939 هي الرواية العربية اليتيمة التي دارت أحداثها كلها حول الحرب العالمية الأولى التي انطلقت شرارتها عام 1914. الحرب هذه، تشكل فضاء الرواية ومحور أحداثها ومرجع أبطالها أو شخصياتها. وفيها تحضر الحرب بتفاصيلها الصغيرة والكبيرة، اللبنانية والعربية، عطفاً على خلفيتها الدولية بصفتها حرباً عالمية. كان عواد سباقاً فعلاً في استعادته هذه الحرب روائياً بعدما شغلت هموم الشعراء النهضويين وشعراء المهجر، وهم كتبوا فيها قصائد ذات بعدين، بعد مأسوي وآخر بطولي، لاسيما بعدما اندحرت جيوش الدولة العثمانية التي سيطرت على العالم العربي أكثر من أربعة قرون، كانت الأشد ظلاماً في التاريخ العربي. كتب شعراء النهضة وأدباؤها قصائد ونصوصاً عن المآسي التي شهدها العالم العربي خلال أعوام الحرب، بؤساً وجوعاً ونزوحاً، ولما سقطت الهيمنة العثمانية راح الشعراء يمتدحون الثورة العربية الكبرى وأبطالها. غير أن ما كُتب، من نثر وشعر، كان سليل اللحظة التاريخية ورد فعل، عميق في أحيان، إزاء الحرب ونهايتها التي خلعت النير العثماني الذي كان ثقيلاً على الشعب العربي.

## ميزاتها
كنّ اللافت ان هذه الحرب في ما رافقها من مآسٍ وويلات، ومنها على سبيل المثل المجاعة الرهيبة التي ضربت أجزاء من الخريطة العربية ولا سيما لبنان، وكذلك ما عرف بـ «سفر برلك» أو التجنيد التركي الإلزامي للشباب العرب وإرسالهم إلى الجبهات، لم تثر كثيراً فضول الروائيين العرب، رواداً ومحدثين. وإذا كانت الرواية العربية تعيش حينذاك بداياتها «المتعثرة»، الادبية أو الانشائية والرمزية والاخلاقية أو «الاتيكية»، والتي أثارت لاحقاً سجالاً نقدياً حول «الاسبقية» الروائية، فإن الرواية الجديدة التي اسست الحركة الروائية الحقيقية الأولى لم تولِ هذه الحرب الاهتمام الذي تستحقه، في كونها الحرب الأولى التي تحمل الصفة العالمية، والتي رسخت مفاهيم جديدة للحرب وأبعاداً سياسية وجيو- سياسية وعسكرية لم تعرفها الحروب سابقاً، ناهيك عن الأثر العميق الذي تركته هذه الحرب في الخريطة العربية، بل في الوجود العربي، لا سيما عبر «اتفاق سايكس - بيكو»(1916) و «وعد بلفور» (1917)، وهي كانت بمثابة تمهيد للاستعمار الغربي الحديث ولنشوء إسرائيل على الأرض الفلسطينية المغتصبة بعد حرب تعدّ واحدة من ابشع جرائم العصر. إلا ان الحرب الأولى لم تغب تمام الغياب عن الرواية العربية المعاصرة، فهي حضرت من خلال بعض الأحداث والوقائع والأخبار في روايات عدة. اما رواية «الرغيف» لتوفيق يوسف عواد فهي تعد بحق رواية الحرب العالمية الأولى، بل أول رواية لهذه الحرب، على رغم الهنّات السردية التي تعتريها لكونها عملاً روائياً أول في مسار الكاتب الذي يعد من رواد القصة القصيرة.

## قيمتها لدى العرب
عندما صدرت رواية «الرغيف» عام 1939 تمّ الترحاب بها وعرفت نجاحاً في الوسط الادبي لبنانياً وعربياً، وكتب عنها كبار الادباء آنذاك، وقالت الاديبة مي زيادة المقيمة في القاهرة: «لم يؤرخ أحد المأساة الغبراء التي عرفتها بلادي كما أرّخها توفيق يوسف عواد في «الرغيف». إن توفيق قد عاشها عنا جميعاً». ووجد المستشرقون فيها الانموذج الروائي العربي الأول ووصفها جاك بيرك بـ «الرواية الرائدة». غير ان قيمة هذه الرواية إنما تكمن في تاريخيتها كعمل روائي رائد اولاً، ثم في تناولها الحرب الأولى في بعديها اللبناني والعربي. فالروائي نفسه تخطاها لاحقاً في روايته الشهيرة «طواحين بيروت» والجاً زمن الحداثة الروائية، وكذلك الرعيل الحداثي الأول من الروائيين الجدد. وإن كانت الرواية تنطلق من لبنان بل من جبل لبنان تحديداً، فهي لم تلبث ان شملت الثورة العربية الكبرى التي اعلنها الشريف حسين ضد الظلم العثماني، وقد التحق بعض أبطال الرواية بهذه الحرب في الصحراء والعقبة والطفيلة والمزريب واستشهدوا هناك، ومنهم البطل سامي عاصم، الشاعر الثائر الذي يؤدي دوراً رئيساً في الرواية. وقد وُفّق عواد في تسمية روايته بـ «الرغيف»، فهي رواية المجاعة والذل الناجم عن الجوع، ورواية الانتفاضة ضد المحتكرين الذين وضعوا يدهم على القمح والطحين طمعاً بالربح والثروة، بينما عامة الناس يتضورون ويتشردون بحثاً عن لقمة ويموتون على الطرق وفي الحقول، وقد انتفخت بطونهم. وبلغت المهانة ببعضهم حدّ انهم راحوا يبحثون عن بقايا الشعير في روث البقر.

## نبذة عن الرواية[3]
جعل الكاتب من مطعم وردة كسار، وهو حانة ومقهى في آن واحد، منطلقاً لحبك العلاقات بين الشخصيات المتعددة، الموزعة بين الانتماء الوطني المقاوم للاحتلال العثماني، وبين التعامل مع العدو المحتل، علاوة على الضباط والجنود الأتراك الذين كانوا يؤمّون الحانة للمنادمة والشرب والأكل والوقوع على امرأة أو فتاة تشبع غرائزهم. في هذه الحانة تُحاك الوقائع ويُخطط لها، ومن حولها تجري الاحداث. اما وردة كسار فكانت تميل إلى الجنود الاتراك وتعمل معهم ولو من بعيد، وكانت معجبة براسم بك، الضابط التركي، وتسعى دوماً إلى ارضائه وإشباع نزواته ولكن ليس بجسدها هي بل عبر الأخريات ومنهنّ ابنة زوجها، الشابة الجميلة زينة، التي تكرهها وتضطهدها انتقاماً لماضيها. لكن زينة كانت تعرف كيف تتحاشى الوقوع في اسر الضابط، فهي تحب الشاعر الثائر سامي وتُخلص له وتجلب له الطعام في مخبأه الذي لجأ اليه هرباً من العسكر التركي وعملائه اللبنانيين. وعندما يقع في الاسر ويُقاد إلى سجن «الديوان العرفي» في مدينة عاليه تزوره في السجن، قبل ان يفر منه مع أحد الحراس اللبنانيين، ليلتحقا في صفوف الثوار العرب. لكن زينة تنخرط ايضاً في الثورة وتعمد إلى قتل الضابط التركي في بيته بعدما أغرته وأسكرته.
لا تخلو رواية «الرغيف» من الاحداث والوقائع، بل هي تسلك خطاً تصاعدياً تتواتر عبره قصص الحرب والثورة والجوع والقتل، وكذلك أخبار المواجهات والمعارك التي يمعن الكاتب في وصف بعضها وبخاصة المعركتين اللتين يستشهد فيهما الثائر سامي ورفيقه. ولا يغيب الوصف عن الرواية بتاتاً ولو على حساب البناء والعلاقات والتقطيع السردي، فالكاتب يصف ببراعة (إنشائية) مشاهد الجوع والثورة على الإقطاع والمعارك وسواها. ويعتمد عواد لغة تميل إلى البلاغة الكلاسيكية سواء عبر حبك الجمل المتينة أم عبر صوغ التراكيب الكلاسيكية أو اختيادر المفردات شبه المعجمية والاشتقاقات الفريدة. ولعل هذه النزعة «الفصاحية» تؤكد انتماء صنيعه الروائي إلى الادب، على رغم اعتنائه (الطفيف) بما يُسمى تقنية وبناء.
ولئن كانت «الرغيف» هي رواية الحرب ضد الاحتلال التركي الذي يتمكن المناضلون من دحره بعد هزيمة ألمانيا، فالطابع المأسوي يكاد يهيمن على جوّها وعلى مصائر شخصياتها، وهذه ميزة تخدم الرواية وتسبغ عليها المزيد من الواقعية الدرامية. سامي عاصم ورفاقه يستشهدون، وردة كسار تجنّ بعد قتل زينة الضابط التركي راسم بك، وتُسجن ثم تتشرد مع ابنها الوحيد جائعة، إلى ان تسقط ميتة وهي تعض فخذ رجل ميت، العائلة تتشرد... اما زينة فتقف مذهولة وحزينة وسط جموع الناس يحتفلون بالنصر ويهتفون.
قبل استشهاده، بدا سامي على مقدار من الحماسة الوطنية، وقد لمس ان القومية العربية كانت تولد في تلك اللحظة المجيدة، في قلب ساحات الوغى والشرف، فراح يقول لرفيقه شفيق في ما يشبه الخطبة الوطنية: «اليوم ولدت القومية العربية الصحيحة. إنّ امها هي هذه الثورة التي امشي فيها انا المسيحي العربي إلى جنبكم انتم المسلمين العرب، لنحارب عدواً مشتركاً لبلادنا هو التركي» وكان أيضا هنالك الشيخ أبو سعيد من ابطال القصة وحفيده طام......